# Tenby Castle
Tenby Castle (walisisk: Castell Dinbych-y-pysgod) er ruinen af en middelalderborg, der ligger på hovedlandet ved en tange til byen Tenby, Pembrokeshire, Wales. De bevarede ruiner stammer fra 1200-tallet, men der er kilder på en borg på stedet allerede fra 1153, Det er en listed building af første grad. og den blev sandsynligvis etableret efter den normanniske invasion af Wales i 1100-tallet.
I 1153 blev borgen erobret og ødelagt af Maredudd ap Gruffydd og Rhys ap Gruffydd (sønner af Gruffydd ap Rhys), de fremtidige herskere af det sydvestlige småkongerige Deheubarth i midt-Wales. Borgen blev belejret igen af waliserne i 1187. Næsten et århundrede senere ødelagde Llywelyn ap Gruffudd (prins af Gwynedd, og søn af Gruffudd ap Llywelyn) byen i sit forsøg på at generobre South Wales i 1260, men borgen blev ikke indtaget af waliserne.